# Vie Crucis
Vie Crucis è il nono album in studio inciso dal cantante christian metal Fratello Metallo.Tutti i brani sono firmati da Cesare Bonizzi per i testi e Alessandro Carlà per le musiche. Al disco partecipano come turnisti:
Alessandro Carlà: Pianoforte e tastiere, arrangiamenti
Eugenio Mori: Batteria e percussioni
Stefano Melchiorre: chitarra
Andra De Filippo: basso elettrico
Gianluigi Fazio: cori e arrangiamento vocale.

## Tracce
1. O nostro Dio
2. Condanna
3. La croce
4. Prima caduta
5. Maria
6. Cireneo
7. Veronica: "Il volto"
8. E Lui cade ancora
9. Donne di Gerusalemme
10. Terza caduta
11. Spogliazione
12. Crocifisso amore
13. Morto abbandonato
14. Deposto
15. Sepolto
16. Via lucis